# Eparchie šymkentská
Eparchie Šymkent je eparchie ruské pravoslavné církve nacházející se v Kazachstánu.

## Území a titul biskupa
Zahrnuje správní hranice území města Šymkent a také Žambylské a Turkestánské oblasti.
Eparchiálnímu biskupovi náleží titul biskup šymkentský a turkestánský.

## Historie
Eparchie byla zřízena 31. ledna 1991.
Dne 7. května 2003 se stala součástí nově vzniklého Kazachstánského metropolitního okruhu.
Dne 6. října 2010 byla z části území eparchie zřízena eparchie karagandská a eparchie kostanajská.
Dne 5. října 2011 byla z části území eparchie zřízena eparchie kokčetauská.
Dne 24. března 2022 byla z další části území eparchie zřízena eparchie aktobská.

## Seznam biskupů
- 1991–2021 Jelevferij (Kozorez)
  - 2021–2022 Alexandr (Mogiljov) dočasný správce
- od 2022 Chrisanf (Konopljov)